# جوفينال هابياريمانا
جوفينال هابياريمانا (8 مارس 1937 - 6 أبريل 1994) كان ثاني رئيس لرواندا، من 1973 حتى 1994. كان يلقب بـ «كيناني»، وهي كلمة كينيارواندية تعني «لا تقهر».
كان هابياريمانا دكتاتوراً، وكان يشتبه في تزوير الانتخابات لإعادة انتخابه دون معارضة: 98.99٪ من الأصوات في 24 ديسمبر 1978، 99.97٪ من الأصوات في 19 ديسمبر 1983، و 99.98٪ من الأصوات في 19 ديسمبر 1988. خلال فترة حكمه، أصبحت رواندا نظامًا شموليًا تطلب فيه منفذي حزب MRND من الناس أن يهتفوا ويرقصوا في تمجيد الرئيس في المواكب الجماعية «للرسوم المتحركة» السياسية. وبينما أصبحت الدولة ككل أقل فقراً بقليل خلال فترة حكم هابياريمانا، ظلت الغالبية العظمى من الروانديين في ظروف من الفقر المدقع.
وفي 6 نيسان / أبريل 1994، قُتل عندما أسقطت طائرته، التي كانت تقل أيضا رئيس جمهورية بوروندي المجاورة، سيبريان نتارياميرا، بالقرب من كيغالي، رواندا. أشعل اغتياله توترات عرقية في المنطقة وساعد على إشعال الإبادة الجماعية في رواندا.

## روابط خارجية
- جوفينال هابياريمانا على موقع IMDb (الإنجليزية)
- جوفينال هابياريمانا على موقع الموسوعة البريطانية (الإنجليزية)
- جوفينال هابياريمانا على موقع مونزينجر (الألمانية)